# Vivan los novios
Vivan los novios fue un concurso del género Dating show, emitido las tardes de los sábados por la cadena española Telecinco entre 1991 y 1994. Estaba basado en el concurso estadounidense The Dating Game

## Mecánica
Concebido inicialmente como una mera sección del espacio de variedades Desde Palma con amor, a la finalización de este, el programa continuó su emisión independiente.
Concursan tres hombres y tres mujeres separados entre sí según su género. Los concursantes están separados por un biombo de la persona que debe elegir con cuál de los tres se queda. Se formulan preguntas mutuamente y al final de cada ronda la mujer al otro lado del biombo escoge a uno de los tres hombres y el hombre a una de las tres mujeres. El premio final consistía en un viaje.
Fue presentado por Andoni Ferreño y desde el 9 de octubre de 1993 por el argentino Gabriel Corrado, acompañados a su vez por Arancha del Sol (1991-1992) y Natalia Estrada (1992-1994).

## Equipo
| Duración  | Presentador/a   |
| --------- | --------------- |
| 1991-1993 | Andoni Ferreño  |
| 1991-1992 | Arancha del Sol |
| 1992-1993 | Natalia Estrada |
| 1992      | Leticia Sabater |
| 1993      | Gabriel Corrado |

## Vivan los compis
Como consecuencia del éxito del espacio, se hizo una versión infantil titulada Vivan los compis, que condujo Leticia Sabater, estrenada el 16 de febrero de 1992. El programa se mantuvo en antena hasta el 27 de diciembre del mismo año.

## En la cultura popular
Una de las emisiones del programa, en la que intervino Cristina Ortiz Rodríguez aun en su condición de hombre, es recreada en su serie de televisión biográfica Veneno (2020), siendo el personaje de Andoni Ferreño interpretado por su propio hijo Gonzalo.